# Wogn och Yxnas saga

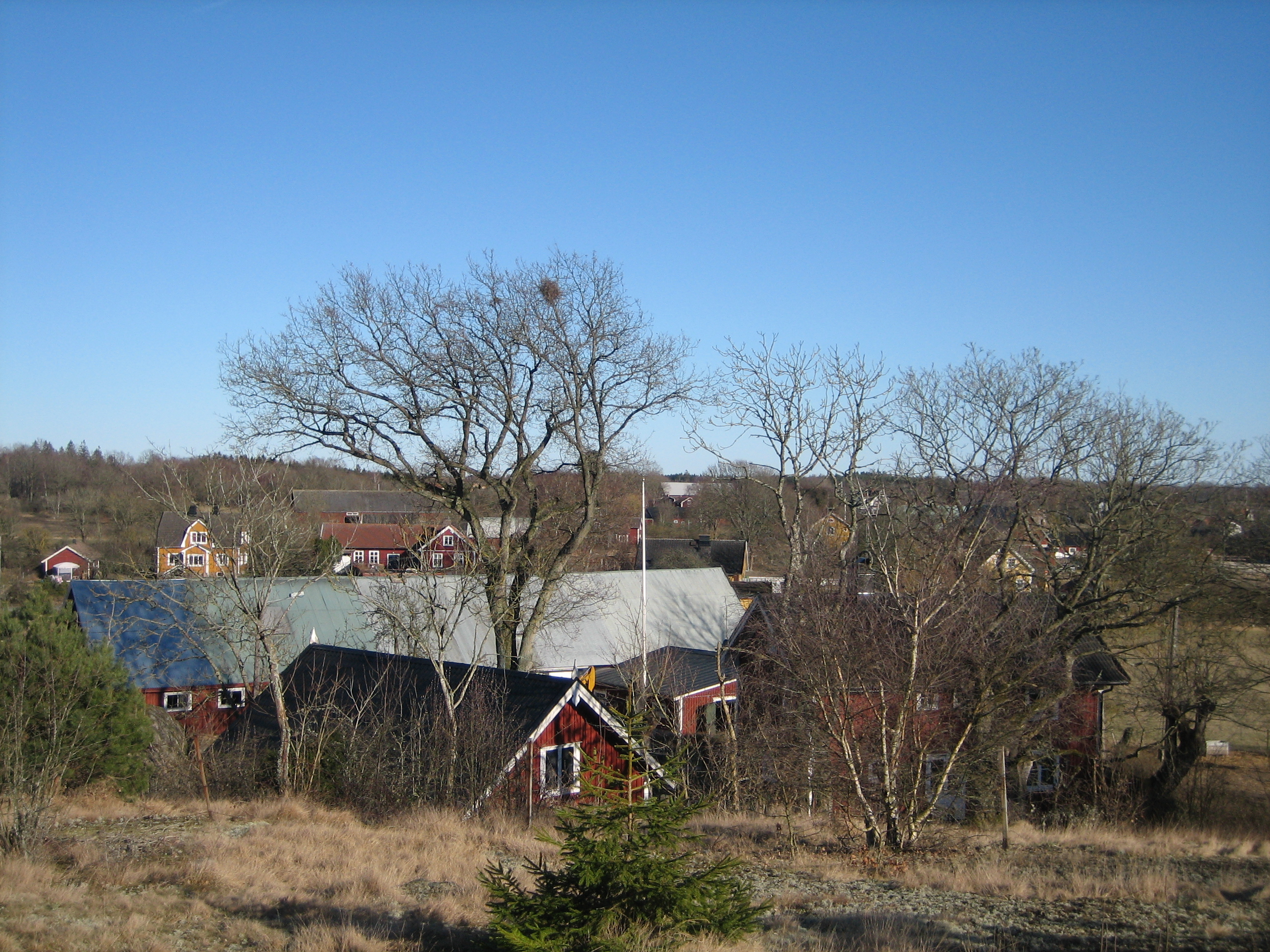
Yxnas grav finns enligt folktraditionen i Yxnarum i Blekinge.

Wogn och Yxnas saga är en blekingsk lokalpatriotisk text från 1600‐talet som utger sig för att vara en översättning av en fornnordisk saga. Det ena av två manuskript bär påskriften att det är en översättning (från fornnordiska till nysvenska) verkställd av P Kalm, ostrogothus (ostrogothus = östgöte) år 1683. Säkerligen har intet fornnordiskt original funnits; den topografiska sagan har diktats med anknytning till östblekingska ortnamn som Yxnarum och Vagnö (Wognö).

## Handling
Wogn, en vikingahövding i östra Blekinge, hade tre söner och dottern Yxna. När Wogn var på vikingatåg vart Yxna bortrövad. Yxna återvände tillsammans med mannen som rövat bort henne. Yxna hade fattat tycke för honom men Wogn och hans söner dödade mannen.  Yxna blev sjuk av sorg. Wogn balsamerade mannens huvud för att utröna vem han var. Men ingen som Wogn visade huvudet kände igen mannen. 
Wogn sporde gudinnan Frigg hur Yxna skulle återvinna hälsan. Frigg sade att Wogn måste uppfylla Yxnas första önskan.  Yxna önskade det balsamerade huvudet och kom sig så mycket att hon kunde berätta vad som hänt.
Yxna sade till Wogn att mannens namn var Sparv, systerson till sveakungen Dag i Uppsala. När Sparv tagit Yxna till Uppsala, berättade Yxna, hade Sparv lämnat Yxna hos kung Dag. Sparv hade farit i härnad till Venden. Då hade kung Dag försökt tvinga Yxna till bolskap med sig. Yxna hade sagt Dag att hon skulle vara Sparv trogen intill döden. Kung Dag hade svurit att hämnas på Sparv som behållit det bästa bytet (Yxna) för sig själv. Yxna och Sparv hade flytt till Blekinge och Wogn hade dödat Sparv, avslutade Yxna.
Yxna var trolldomskunnig och gjorde så att huvudet talade om fõrdolda ting till Yxna. Sparvs huvud varskodde Yxna att kung Dag letade efter henne. Yxna varnade Wogn och sina tre bröder att kung Dag skulle infalla in Blekinge. Kung Dag hade fått veta att Yxna var i Blekinge och att Wogn och hans söner var Sparvs banemän. Dag svor att hämnas sin frände Sparv, trots att Dag stått efter Sparvs liv. 
Kung Dag landsteg i Blekinge. Dag mötte Wogn, Wogns söner och Yxna i flera drabbningar. Till slut stupade Dag. Uppsalavikingarna högsatte kung Dag vid Hjortahammar och for hem.
Kung Dags son Agne vart kung i Uppsala. En sommar for Wogn på vikingatåg och råkade i strid med kung Agne. Stridslyckan svek Wogn som sprang i havet och ljöt döden.  Det tycktes nu Agne att Dag var hämnad. 
Wogns son Lystrung fortsatte att bekriga Uppsalasvearna för att hämnas Wogn. Till slut stupade Lystrung då svearna landstigit i Blekinge. Yxnas män drev ut svearna ur Blekinge och blekingarna svor att hämnas på kung Agne.
Sagan förtäljer intet mer om fejden mellan Blekingar och Uppsalasvear.  Yxna gifte sig inte trots många högättade friare, ty hon ville vara Sparv trogen. Yxna och Sparvs huvud sattes i hög efter Yxnas död.

## Utgivningshistoria
Wogn och Yxnas saga utgavs av trycket första gången 1815 av Erik Henric Pihl. Pihls text omtrycktes 1961 av Yngve Johansson. En versifierad version av sagan utgavs av Carl Rosander 1838. Carl Rosanders bok är tillgänglig elektroniskt (se Noter nedan). Henrik af Trolle gav 1876 ut en prosabearbetning av sagan. af Trolles version återberättar Rosanders poetiska version, och af Trolle citerar flitigt hela strofer från Rosander utan angivande av källan.
Carl Rosanders version är fritt tillgänglig på Google Books.

## Receptionshistoria
Sagan har ibland antagits vara en mycket gammal muntlig tradition, till exempel i det okritiska förordet till 1961 års utgåva. Carl Rosander uppger att lokalbefolkningen meddelade uppgifter om sagan vid Rosanders forskningsresor före 1838. Riksdagsmannen Axel Lindvall i Nättraby letade i början av 1900‐talet efter rester av den föregivna muntliga traditionen bland befolkningen i Blekinges kustland tillsammans med konstnären Isidor Törnström och fabrikör Per Palén. Isidor Törnström skildrade Wogn och Yxnas saga i sexton oljemålningar på beställning av Per Palén. Sagan förefaller ha betraktats som ett blekingskt nationalepos av nationalromantiskt sinnade blekingar. Det finns dock inga bevis för att sagan bygger på muntlig tradition. Snarare liknar sagan andra göticistiska kompositioner, som gjordes på 1600‐talet, när man i Sverige återupptäckte fornnordisk litteratur.
Leonard Bygdén betecknade sagan som en "mystifikation" snarare än ett falsarium. Han menade också att den inte når upp till samma litterära nivå som den ungefär samtida göticistiska Konung Krembres i Giötaland och konung Augis i Uppsala saga.  Även versifikatören Carl Rosander fann att Wogn och Yxnas saga karakteriseras av litterära olägenheter: protagonisten Sparvs tidiga död, brist på variation i händelseförloppet samt otillräcklig belysning av personernas karaktärer.
Wogn och Yxnas saga tolkades fritt av dramatikern Margareta Skantze och sattes upp på Stumholmen i Karlskrona med premiär den 2 juli 1993 (regi: Nina Hoppe, scenografi: Eva Härstedt).